# Jakob Friedrich Fries
Jakob Friedrich Fries (ur. 23 sierpnia 1773 w Barby, zm. 10 sierpnia 1843 w Jenie) – niemiecki filozof, fizyk i matematyk.

## Życiorys
Był synem pastora i podobnie jak Friedrich Schleiermacher wychowankiem szkoły braci morawskich w Niesky (1778–1789). W 1792 roku rozpoczął studia w seminarium teologicznym w Niesky, które ukończył w trzy lata. Tam również zapoznał się z filozofią Kanta, który zachwycił go matematyczną klarownością swych wywodów. Od 1795 roku rozpoczął studia prawnicze na uniwersytecie w Lipsku, gdzie zetknął się z filozofią Fichtego, który zaabsorbował go do tego stopnia, że przeniósł się do Jeny, aby móc słuchać jego wykładów.
Po studiach objął posadę nauczyciela domowego w szwajcarskim Zofingen (1798–1800), aby jednocześnie pracować nad swoim krytycznym dziełem. W 1800 roku wrócił do Jeny jako docent. W 1801 roku uzyskał najpierw doktorat, a następnie habilitację. W tym czasie stał się znany jako autor dzieł: Reinhold, Fichte, Schelling (1803) oraz System der Philosophie. W pierwszej pracy wypowiadał się bardzo krytycznie o Reinholdzie, Fichtem, Schellingu i Heglu. Heglowi poświęcił później jeszcze jedno krytyczne pismo Nichtigkeit der Hegelschen Dialektik (1828).
W 1805 roku został profesorem nadzwyczajnym i otrzymał powołanie na stanowisko profesora filozofii i matematyki elementarnej (a od 1812 roku także fizyki) na Uniwersytecie w Heidelbergu. W tym samym roku wziął ślub z Caroline Erdmann. Zawiązał przyjaźń z Wilhelmem Martinem de Wettem, a także z Friedrichem Heinrichem Jacobim. W tym czasie powstał Neue Kritik der Vernunft (1807) i powieść Julius und Evagoras (1814).
W 1816 roku Fries został powołany do Jeny. Rok 1819 był dla Friesa tragiczny: jego żona umarła, zaś były student Friesa – Karl Ludwig Sand – zasztyletował pisarza i rosyjskiego szpiega Augusta von Kotzebue. Na podstawie przeinaczonej treści listu Friesa władze zakazały mu nauczania. W 1824 roku ponownie otrzymał pozwolenie na wykładanie matematyki i fizyki, a od 1838 roku również filozofii. Resztę życia poświęcił studiom filozoficznym i fizykalnym. Napisał Psychische Anthropologie (1820–1821), Mathematische Naturphilosophie (1822) oraz Geschichte der Philosophie (1837–1840). W pierwszy dzień Nowego Roku 1843 doznał ataku serca, niedługo potem 10 sierpnia po raz drugi, tym razem zakończonego śmiercią.

## Poglądy filozoficzne

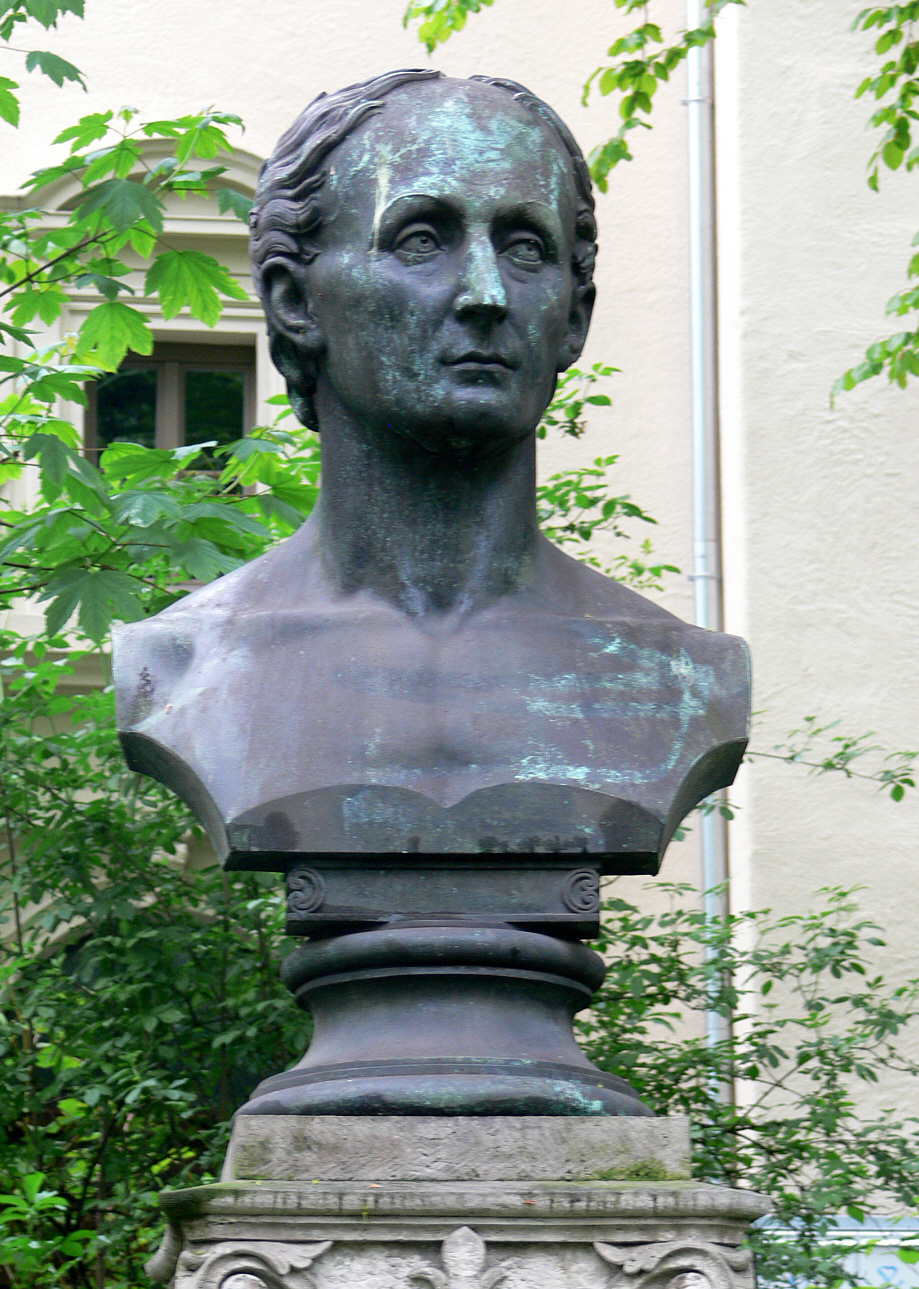
Popiersie Jakoba Friedricha Friesa w Jenie

Chociaż Fries uwolnił się od jednostronności pietyzmu, to w jego filozoficznych poglądach można znaleźć elementy religijne. Jego pierwsze prace takie jak: Reinhold, Fichte und Schelling (1803, przedruk w 1824 roku jako Polemische Schriften), rozprawa System der Philosophie als evidente Wissenschaft (1804) oraz traktat Wissen, Glaube und Ahnung (1805, 2. wyd. 1905), zawierały krytykę stanu ówczesnej filozofii.
Jego najważniejszą pracą była rozprawa: Neue oder anthropologische Kritik der Vernunft z 1807 (2. wyd. 1828/31). Przedstawił w niej nowe podstawy krytycznej teorii Kanta w oparciu o autorefleksję i o „zaufanie rozumu do samego siebie” (Selbstvertrauen der Vernunft). Naraziła ona Friesa na jego zdaniem niesłuszny zarzut psychologizmu. W 1811 roku ukazała się jego praca pod tytułem System der Logik, a w 1814 roku Julius und Evagoras, ein philosophischer Roman. Po powołaniu na katedrę filozofii teoretycznej w Jenie Fries podjął intelektualną walkę przeciwko panującemu romantyzmowi.

## Poglądy polityczne
Pod względem politycznym Fries był zdeklarowanym liberałem, narodowcem i zwolennikiem zjednoczonych Niemiec. Na wiele sposobów wspierał korporacje studenckie (Burschenschaft). Swoje poglądy przedstawił w pracy poświęconej „niemieckiej młodzieży” Von deutschem Bund und deutscher Staatsverfassung (1816). W 1817 roku wystąpił z mową na festiwalu w Wartburgu. Jego polemika na temat Über die Gefährdung des Wohlstandes und Charakters der Deutschen durch die Juden (1816) wyraża stanowisko antysemickie. Opowiedział się w nim za specjalnym oznaczeniem ubrań noszonych przez Żydów dla oddzielenia ich od reszty społeczeństwa. Niemieckich Żydów obciążył odpowiedzialnością za rosnące znaczenie pieniądza i wzywał do ich wypędzenia z Niemiec. Jego dalszą działalność zakończyły przyjęte w 1819 roku przez przedstawicieli rządów niemieckich, tzw. postanowienia karlsbadzkie.
Fries jest uznawany za twórcę zasady „odpłaty” (Ahndung), dzięki której starał się uniknąć dylematu wiary i wiedzy. W ten sposób podniósł znaczenie uczucia i estetyki jako zasady postępowania. Zaliczył „gorliwość” (Andacht) oraz „oddanie” do niereligijnych kategorii działań politycznych. Według Friesa przekonanie i zapatrywania są wystarczającym motywem aktywnego uczestnictwa w procesach politycznych.

## Dzieła
- Reinhold, Fichte und Schelling (1803, przedruk w 1824 roku jako Polemische Schriften),
- System der Philosophie als evidente Wissenschaft (1804),
- Wissen, Glaube und Ahnung (1805, 2. wyd. 1905),
- Neue oder anthropologische Kritik der Vernunft (1807, 2. wyd. 1828/31),
- System der Logik (1811),
- Julius und Evagoras, ein philosophischer Roman (1814),
- Von deutschem Bund und deutscher Staatsverfassung (1816),
- Ueber die Gefaehrdung des Wohlstandes und Charakters der Deutschen durch die Juden (1816),
- Handbuch der praktischen Philosophie (1817–1832),
- Handbuch der psychischen Anthropologie (1820–1821, 2. Aufl. 1837–1839),
- Die mathematische Naturphilosophie (1822).

Od 1967 roku ukazują się pod redakcją Gerta Königa (Bochum) und Lutza Geldsetzera (Düsseldorf) ponad 30-tomowe dzieła zebrane Jakob Friedrich Fries – Sämtliche Schriften wydawane przez Scientia Verlag w Aalen.

## Znaczenie i wpływ Friesa
Filozofia Friesa miała zwolenników w połowie XIX wieku oraz na początku XX wieku, stąd w literaturze jest mowa o starej szkole Friesa i nowej szkole Friesa.
Do pierwszej szkoły Friesa (1847–1849) zaliczani są:
- Ernst Friedrich Apelt (1815–1859) – filozof i redaktor serii Abhandlungen der Fries’schen Schule,
- Ernst Sigismund Mirbt(inne języki) (1799–1847),
- Friedrich van Calker(inne języki) (1790–1870),
- Heinrich Johann Theodor Schmid(inne języki) (1799–1836),
- botanik Ernst Hallier(inne języki) (1831–1904),
- zoolog Oscar Schmidt (1823–1886),
- matematyk Oskar Schlömilch(inne języki) (1823–1901).

Sympatykami filozofii Friesa byli:
- matematyk Carl Friedrich Gauß (1777–1855),
- botanik Matthias Jacob Schleiden (1804–1881),
- filozof i teolog Friedrich Eduard Beneke(inne języki) (1798–1854),
- filozof Jürgen Bona Meyer(inne języki) (1829–1897),
- teolog Wilhelm Martin Leberecht de Wette(inne języki) (1780–1849),
- teolog Karl Heinrich Schleiden(inne języki) (1809–1890),
- Karl August von Hase(inne języki) (1800–1890),
- Karl Schramm(inne języki) (1810–1888),
- Ludwig Dankegott Cramer(inne języki),
- Otto Eggeling.

Filozof z Getyngi Leonard Nelson (1882-1927) powołał na początku XX wieku szkołę neofriesowską, zwaną również nową szkołą Friesa, a od 1904 roku rozpoczął wydawanie Neue Folge der Abhandlungen der Fries’schen Schule. W 1913 roku powołał on wraz z psychiatrą i psychoterapeutą Arthurem Kronfeldem (1886-1941) Towarzystwo Friesa (Jakob-Friedrich-Fries-Gesellschaft), które działało do 1921 roku.
Później do filozofii Friesa nawiązywał krytyczny racjonalizm Karla Poppera (1902-1994), reprezentowany w Niemczech również przez Hansa Alberta (1921-) i Helmuta F. Spinnera (1937). Popper nawiązując do myśli Friesa nazwał zespół problemów z zakresu metodologii nauki i dotyczący uzasadniania wiedzy „trylematem Friesa”.
W Stanach Zjednoczonych do filozofii Friesa odnosił się filozof Kelley L. Ross, który od 1996 roku wydaje czasopismo The Proceedings of the Friesian School, Fourth Series.